# Bangkok Bank
Die Bangkok Bank Public Company Limited (Thai: ธนาคารกรุงเทพ - Thanakan Krung Thep) ist ein privatwirtschaftlich organisiertes Kreditinstitut in Thailand. Die Bank ist eine der ältesten rein thailändischen Banken und hat landesweit mehr als 600 Zweigstellen und 21 weitere außerhalb des Landes, unter anderem in New York City und London. Die Verwaltung des Unternehmens sitzt im Geschäftsviertel Bang Rak in Bangkok. Die Bank führt den SWIFT-Code BKKBTHBK.

## Geschichte

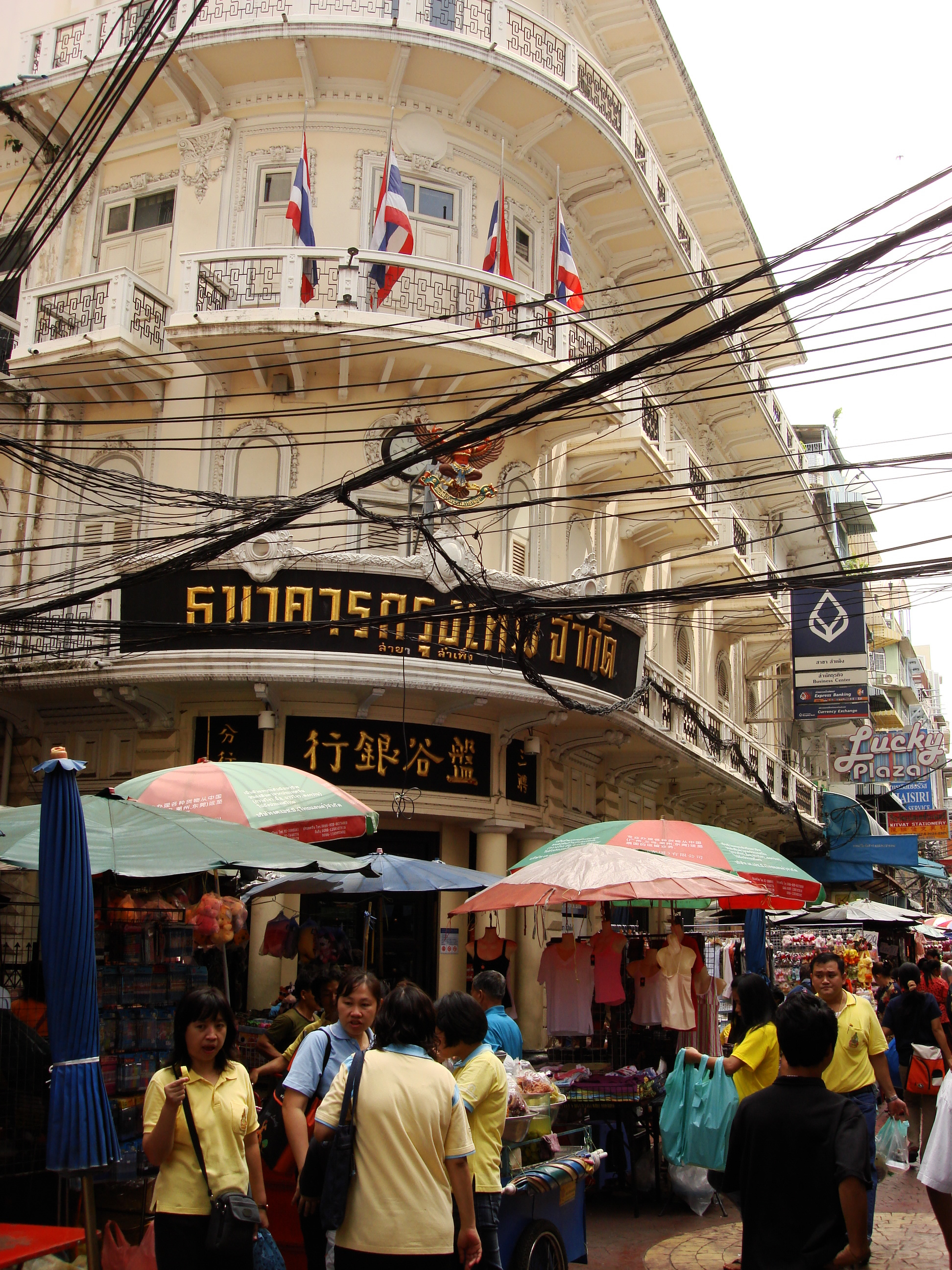
Ursprünglicher Sitz der Bangkok Bank im Sampheng-Viertel („Chinatown“)

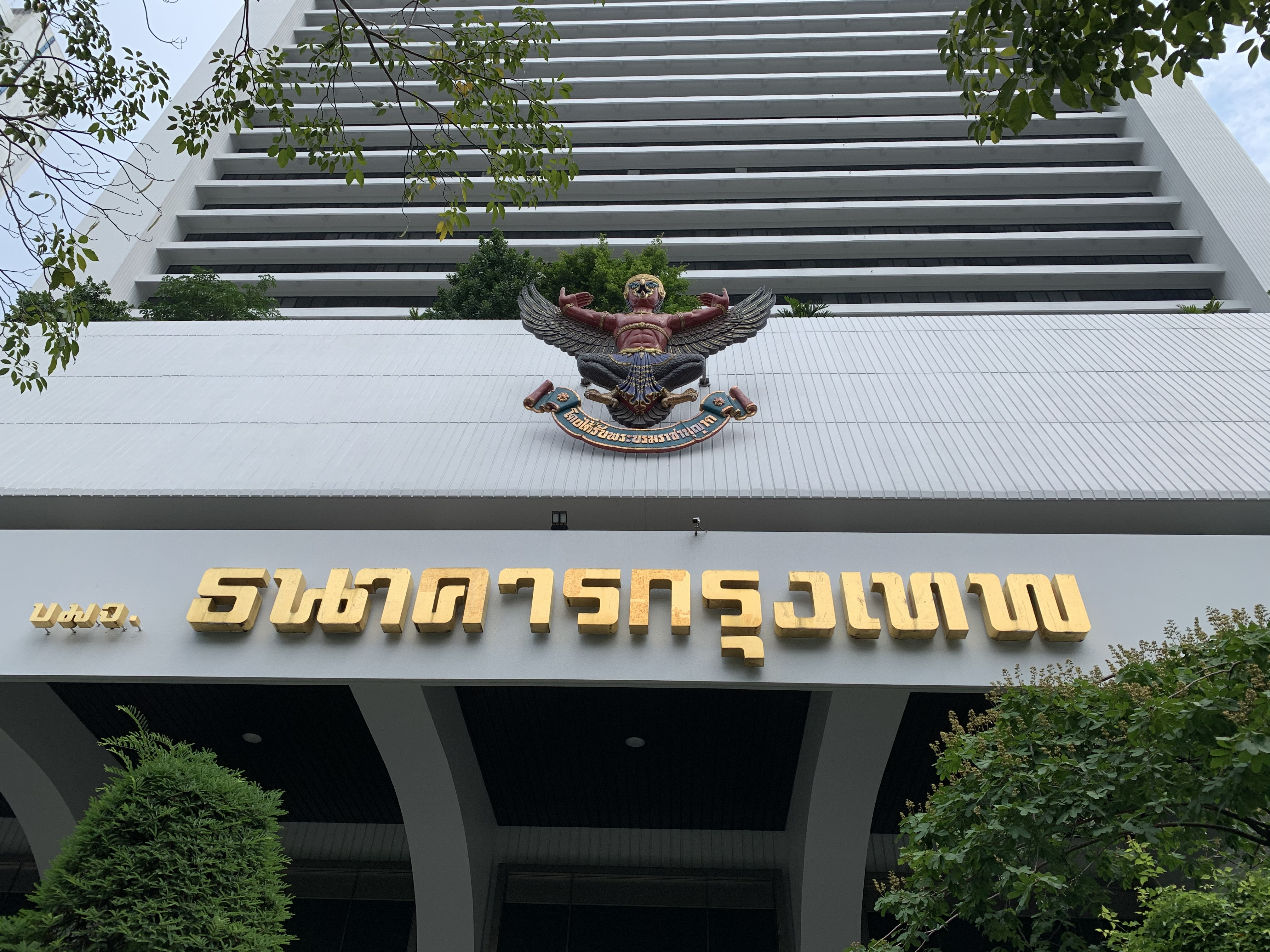
Zentrale der Bangkok Bank

Die Initiative zur Gründung der Bangkok Bank erfolgte in den 1940er Jahren, als es während des Zweiten Weltkriegs inländischen Unternehmern zunehmend schwer fiel, von ausländischen Banken Kredite zu erhalten. Nach der japanischen Eroberung Südostasiens mussten alle Banken der USA und Europas im japanischen Einflussgebiet schließen, was zu einem wirtschaftlichen Vakuum führte.
Das Unternehmen wurde am 20. November 1944 als Bangkok Bank Co. Ltd. eingetragen und wuchs seit der offiziellen Geschäftseröffnung am 1. Dezember dank der Unterstützung lokaler Geschäftsleute sehr schnell. Zunächst hatte man 23 Angestellte, die in zwei benachbarten Häusern in der Chinatown in Bangkok arbeiteten. Um die Bangkok Bank als Kern bildete sich die Asia Trust Group, eines der fünf großen, von chinesischstämmigen Unternehmern dominierten Konglomerate Thailands. Die Asia Trust Group wurde von Chin Sophonphanich (chinesischer Name: Tan Piak Chin) geführt und schloss die Unternehmungen von neun aus Südchina eingewanderten Familien ein. Zu ihr gehörten unter anderem Außenhandels-, Bau-, Goldhandels- und Spirituosengeschäfte.
Der erste Vorstand (1944–1952), Luang Roprukit, sorgte durch seine vielfältigen Wirtschaftsbeziehungen für den guten Ruf als kundenorientiertes Unternehmen, das auch nach dem Ende des Krieges Mittel für den notwendigen Wiederaufbau bereitstellen konnte. Dies ist allerdings nicht zu vergleichen mit den Leistungen, die in Deutschland und anderswo zum Wiederaufbau geleistet werden mussten.
Der zweite Vorstand (1952–1977), Chin Sophonphanich, führte den Aufstieg des Unternehmens fort. Er sorgte für den Ausbau des Filialnetzes auch in die ländlichen Gegenden. Auch benötigte der wachsende Außenhandel des Landes mehr Finanzinstrumente, die nach und nach von der Bangkok Bank bereitgestellt wurden. So war die Bank das erste Kreditinstitut mit eigenen Akkreditiven (abgesicherten Händlerkrediten).
1953 wäre die Bangkok Bank beinahe kollabiert und konnte nur durch eine Kapitalzuführung der Regierung in Höhe von 30 Millionen Baht gerettet werden. Die Rettungsaktion wurde von Siri Siriyothin arrangiert, der zugleich stellvertretender Wirtschaftsminister und Mitglied des Board of Directors der Bangkok Bank sowie Schwiegersohn des „starken Mannes“ der Militärregierung, Feldmarschall Phin Choonhavan, war. 1954 eröffnete die Bank die erste Auslandsfiliale in Hongkong, kurz danach folgten weitere in Tokio und Singapur, alles damalige Haupthandelspartner von Thailand.
Weitere Vorstände:

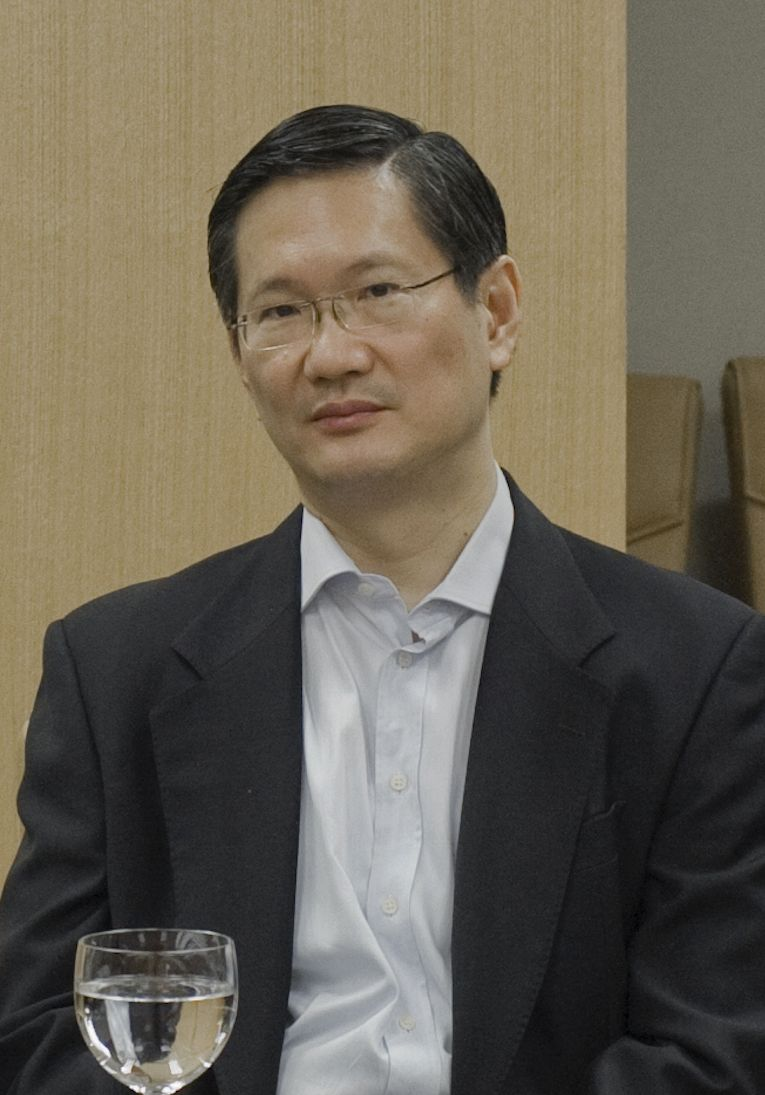
Chartsiri Sophonpanich, Vorstandsvorsitzender der Bangkok Bank

- Boonchu Rojanasatien (1977–1980), verließ die Bank, um den Posten als stellvertretender Premierminister von Thailand zu übernehmen
- Chatri Sophonphanit (1980–1992; Sohn von Chin), konnte den Ertrag des Unternehmens auf das Zwölffache vergrößern
- Wichit Suraphongchai (1992–1994)
- Chartsiri Sophonpanich (seit 1994; Sohn von Chatri), hatte die Wirtschaftskrise in Asien 1997 zu umschiffen

## Anteilseigner
Zum 13. März 2015 waren 97,47 % der Aktien in Streubesitz.
Liste der Hauptaktionäre:
- Thai NVDR Co., Ltd. (Hinterlegungsscheine ohne Stimmrecht, die von einer Tochtergesellschaft der Stock Exchange of Thailand verwaltet werden, um die gesetzlichen Beschränkungen für ausländische Investoren zu umgehen)[9] – 23,5 %
- South East Asia UK (Type C) Nominees Limited - 5,17 %
- thailändisches Amt für Sozialversicherung – 4,5 %
- UOB KAY HIAN (HONG KONG) LIMITED - Client Account - 2,09 %
- State Street Bank Europe Ltd. – 1,92 %